# Наташа Моррісон
Наташа Моррісон (англ. Natasha Morrison, нар. 17 листопада 1992) — ямайська легкоатлетка, яка спеціалізується в спринтерських дисциплінах, чемпіонка світу. Показаний нею у фінальному забігу на Чемпіонаті світу з легкої атлетики 2015 результат — 41.07 став національним рекордом Ямайки та рекордом чемпіонатів світу.
На чемпіонаті світу-2019 здобула «золото» в естафеті 4×100 метрів.